# Pierre Petit

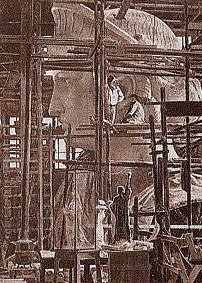
Uma imagem da cabeça da Estátua da Liberdade

Pierre Lanith Petit (15 de agosto de 1831 - 16 de fevereiro de 1909), mais conhecido como Pierre Petit,  foi um fotógrafo francês que sedestacou na realização e comercialização de retratos fotográficos.
Aprendeu a técnica fotográfica no estudo fotográfico de Disderi que tinha mais de sessenta empregados e aprendizes. Em 1858 abriu em Paris com Antoine René Trinquart o estúdio Photografie des Deux-Mondes onde vendiam imagens de celebridades, abrindo posteriormente outros dois estúdios, em Baden e Marselha.[carece de fontes?]
Em 1859 iniciou um projeto que chamou Os homens do dia, onde apresentava retratos de personagens da atualidade, do espectáculo e da vida política, aos quais acrescentava comentários e outros dados.[carece de fontes?]
Foi nomeado fotógrafo oficial da Exposição Universal de Paris de 1867, ainda que já tivesse colaborado com Disderi na exposição de 1855. O número de fotografias que fez na mesma chega à ordem de doze mil. Também participou posteriormente na de 1878 com fotografias do processo de construção da cabeça da Estátua da Liberdade, numa reportagem que realizou por encomenda do governo francês.[carece de fontes?]
Em 1875 ingressou na Sociedade Francesa de Fotografia. Também foi fotógrafo oficial de diversas instituições como a Faculdade de Medicina. Ademais dedicava-se a fotografar os alunos de diversos liceus e membros do episcopado; bem como a indígenas no Jardim de Acclimatation.[carece de fontes?]
Entre as reportagens que realizou destacam-se uma sobre um incêndio em Paris e outra sobre a construção da estátua da liberdade. Em 1898 foi o primeiro fotógrafo em realizar fotografia subaquática.[carece de fontes?]
Em torno de 1908 deixou o estúdio a seu filho que continuou com o trabalho do mesmo até 1920.
Seu trabalho encontra-se nas colecções do Museu Nicéphore-Niépce, Museu de Orsay, Biblioteca Nacional da França e National Portrait Gallery de Londres.
Algumas de suas fotografias mais conhecidas são:
- Retratos:

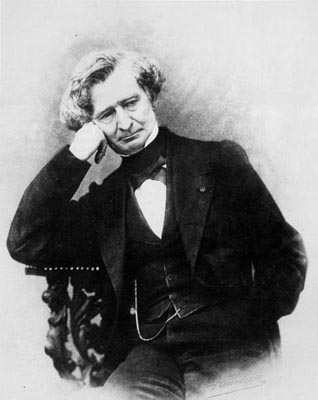
Hector Berlioz (1863)
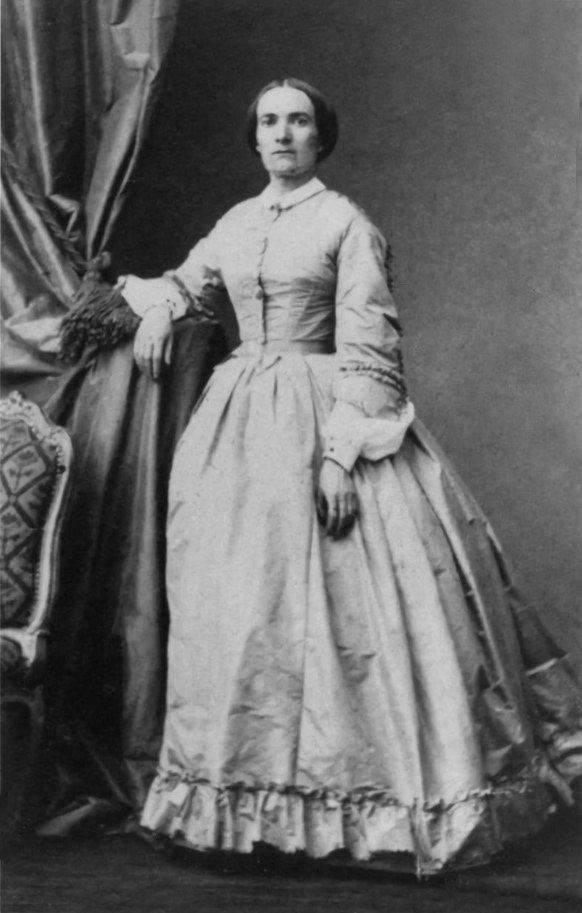
Julie-Victoire Daubié (1861)
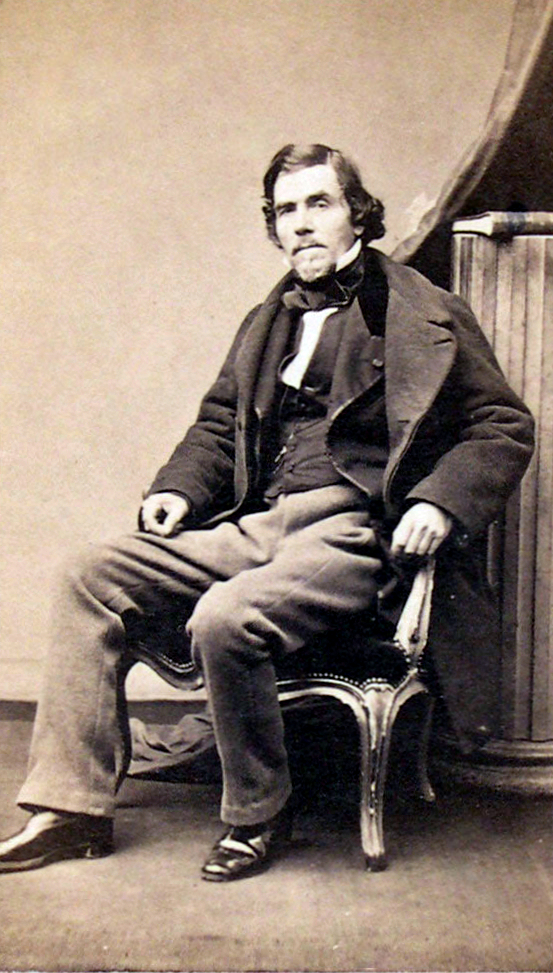
Eugène Delacroix
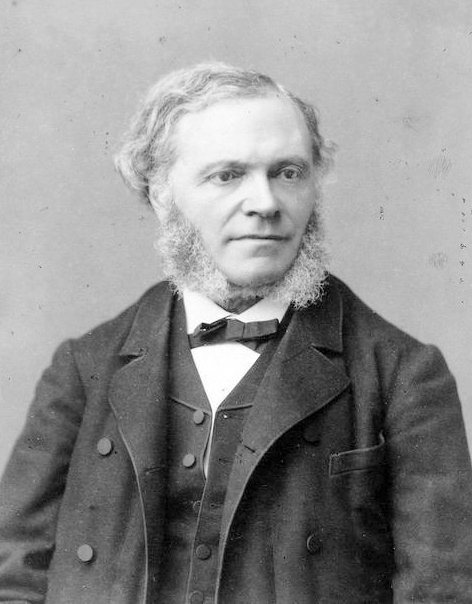
César Franck